# Dario Naamo
Dario Felix Naamo (* 14. Mai 2005) ist ein finnischer Fußballspieler.

## Karriere

### Verein
Naamo begann seine Karriere beim FC Honka Espoo. Im April 2022 spielte er erstmals für die Reserve Honkas in der Kakkonen. Im Juli 2022 debütierte er für die Profis von Honka in der Veikkausliiga. Dies blieb in der Saison 2022 sein einziger Einsatz im Oberhaus. In der Saison 2023 kam er zu 19 Einsätzen in der höchsten Spielklasse. Zur Saison 2024 wechselte er innerhalb der Liga zum Seinäjoen JK. Für den SJK kam er insgesamt zu 21 Einsätzen in der Veikkausliiga.
Im September 2024 wechselte Naamo leihweise zum österreichischen Zweitligisten SKN St. Pölten. Bereits im November 2024 wurde er von den Niederösterreichern fest verpflichtet. Für den SKN kam er insgesamt zu 18 Einsätzen in der 2. Liga.
Zur Saison 2025/26 wechselte Naamo leihweise nach Schottland zu Erstligist Dundee United. Noch bevor er für Dundee ein Spiel absolvierte, verpflichteten ihn die Schotten im August 2025 fest.

### Nationalmannschaft
Naamo spielte 2019 erstmals für eine finnische Jugendnationalauswahl. Im November 2023 debütierte er im U-21-Nationalteam.